# Speleophria bunderae
Speleophria bunderae is een eenoogkreeftjessoort uit de familie van de Speleophriidae. De wetenschappelijke naam van de soort is voor het eerst geldig gepubliceerd in 2001 door Jaume, Boxshall & Humphreys.